# Emilio Azcárraga Milmo

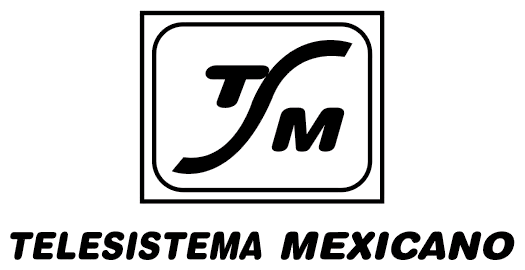

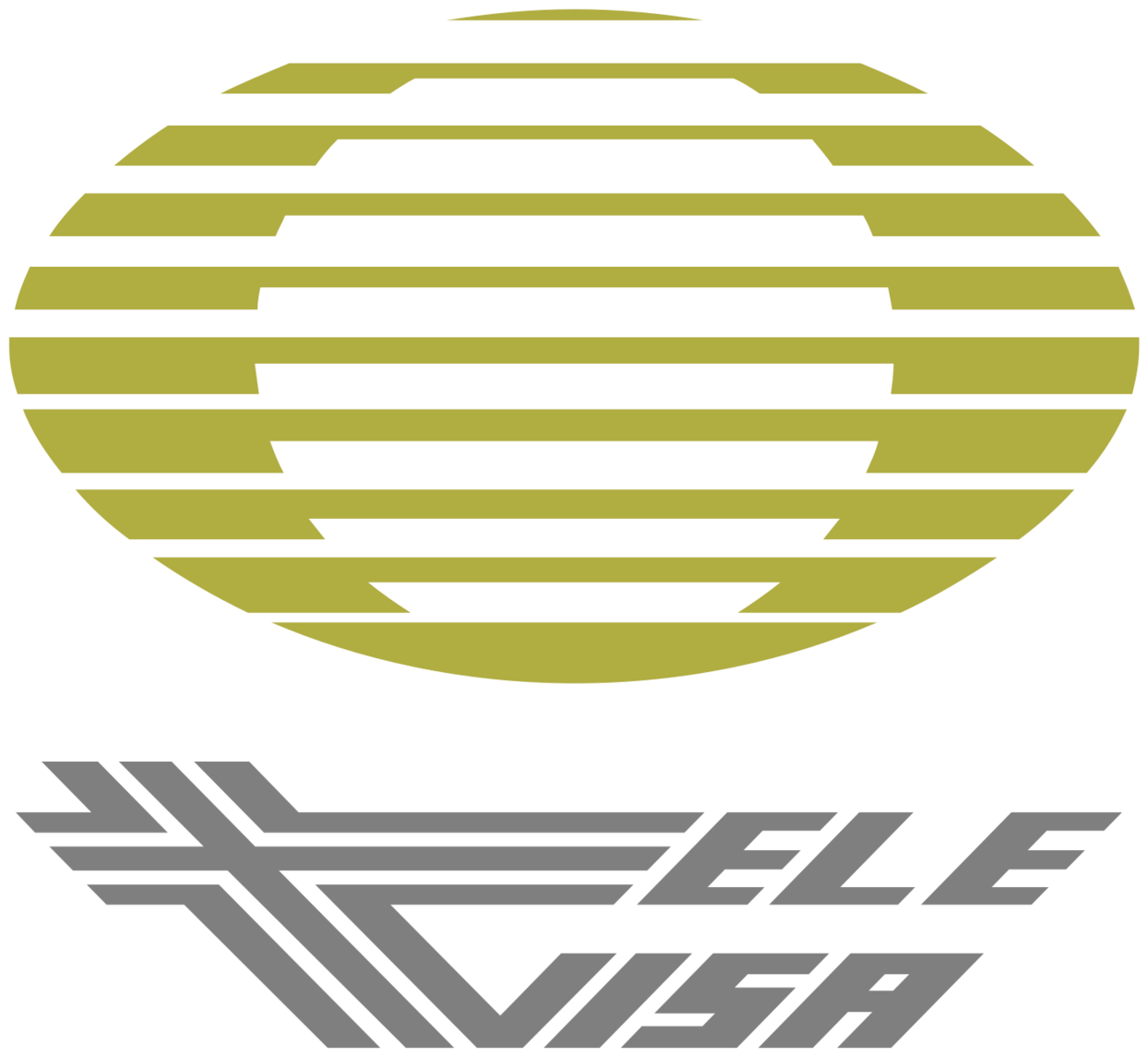

Emilio Azcárraga Milmo (San Antonio, 6 september 1930 - Miami, 16 april 1997) was een Mexicaans ondernemer. Als eigenaar van het mediaconcern Televisa gold hij als een van de machtigste personen van het land. Azcárraga was bijgenaamd el tigre (de tijger).
Azcárraga was geboren in de Verenigde Staten als zoon van Emilio Azcárraga Vidaurreta, oprichter van Telesistema Mexicano. Hij volgde een militaire opleiding in de Verenigde Staten en nam in 1972, na de dood van zijn vader, het voorzitterschap van Telesistema Mexicano over. Kort na zijn aantreden fuseerde Telesistema Mexicano met Televisión Independiente de México tot Televisa. Televisa groeide onder Azcárraga's beheer uit tot het grootste mediabedrijf van de Spaanstalige wereld. Daar Televisa praktisch een monopoliepositie had was Azcárraga de machtigste mediamagnaat van het land. Hij stond op goede voet met de Mexicaanse overheid, destijds als eenpartijstaat geregeerd door de Institutioneel Revolutionaire Partij (PRI) en Televisa stond bekend om haar onkritische houding. De PRI werd opgehemeld, de oppositie zwartgemaakt en nieuws over schandalen of andere onfrisse praktijken werd nooit uitgezonden. Azcárraga heeft zijn politieke voorkeur overigens nooit onder stoelen of banken gestoken. Hij verklaarde een "soldaat van de PRI" te zijn en erkende openlijk dat hij Televisa wilde gebruiken om de PRI-staat te rechtvaardigen. Toen de macht van de PRI begon af te brokkelen doneerde Azcárraga zelfs miljoenen voor PRI-verkiezingscampagne.
Azcárraga is vier keer getrouwd geweest en heeft een relatie gehad met Adriana Abascal, Miss Mexico in 1989
Azcárraga overleed in 1997. Zijn imperium werd overgenomen door zijn zoon Emilio Azcárraga Jean.